# بناهای قرون وسطایی در کوزوو
بناهای قرون وسطایی در کوزوو (صربی: Средњовековни споменици на Косову؛ آلبانیایی: Monumentet Mesjetare në Kosovë) یک میراث جهانی یونسکو است که شامل چهار کلیسا و صومعهٔ ارتدکس صربی می‌شود. ساخت‌وساز این بناها توسط اعضای دودمان نمانیچ تأمین مالی شد. این بناها امروزه در کوزوو واقع شده‌اند.
در سال ۲۰۰۴، یونسکو صومعهٔ دچانی را برای ارزش برجستهٔ جهانی‌اش به رسمیت شناخت. دو سال پس از آن، سایت میراث گسترش پیدا کرد و شامل ۳ بنای مذهبی دیگر شد: صومعه اسقف بزرگ پچ، بانوی ما از لیویش و صومعه گراچانیتسا.
در سال ۲۰۰۶ این میراث به دلیل مشکلاتی در مدیریت و حفاظت از آن که ناشی از بی‌ثباتی سیاسی منطقه بود، در فهرست میراث جهانی در خطر ثبت شد.

## جنجال یونسکو
هم‌اکنون دربارهٔ درخواست عضویت کوزوو در یونسکو بحث و جدال وجود دارد، که منجر به این می‌شود که سایت‌ها بخشی از کوزوو ثبت شوند نه صربستان. این بناها تحت حمله قرار داشتند، به ویژه در طول خشونت قومیتی در سال ۲۰۰۴، که در هنگام حضور مأموریت مدیریت موقت سازمان ملل متحد در کوزوو، صومعهٔ بانوی ما از لیویش به شدت آسیب دید. در اکتبر ۲۰۱۵ هیئت اجرایی پیشنهاد عضویت کوزوو را دادند. 
یونسکو کوزوو را به عنوان یک عضو نپذیرفت و پیشنهاد نتوانست اکثریت دو-سوم آرا را به دست بیاورد. یکی از دلایل اصلی رد شدن درخواست آلبانیایی ناآرامی‌های ۲۰۰۴ در کوزوو است که در آن به ۳۵ کلیسای ارتدکس آسیب رسید، هتک حرمت شدند و یا نابود شدند که یکی از آن‌ها، بانوی ما از لیویش یک سایت میراث جهانی بود.

## نگارخانه

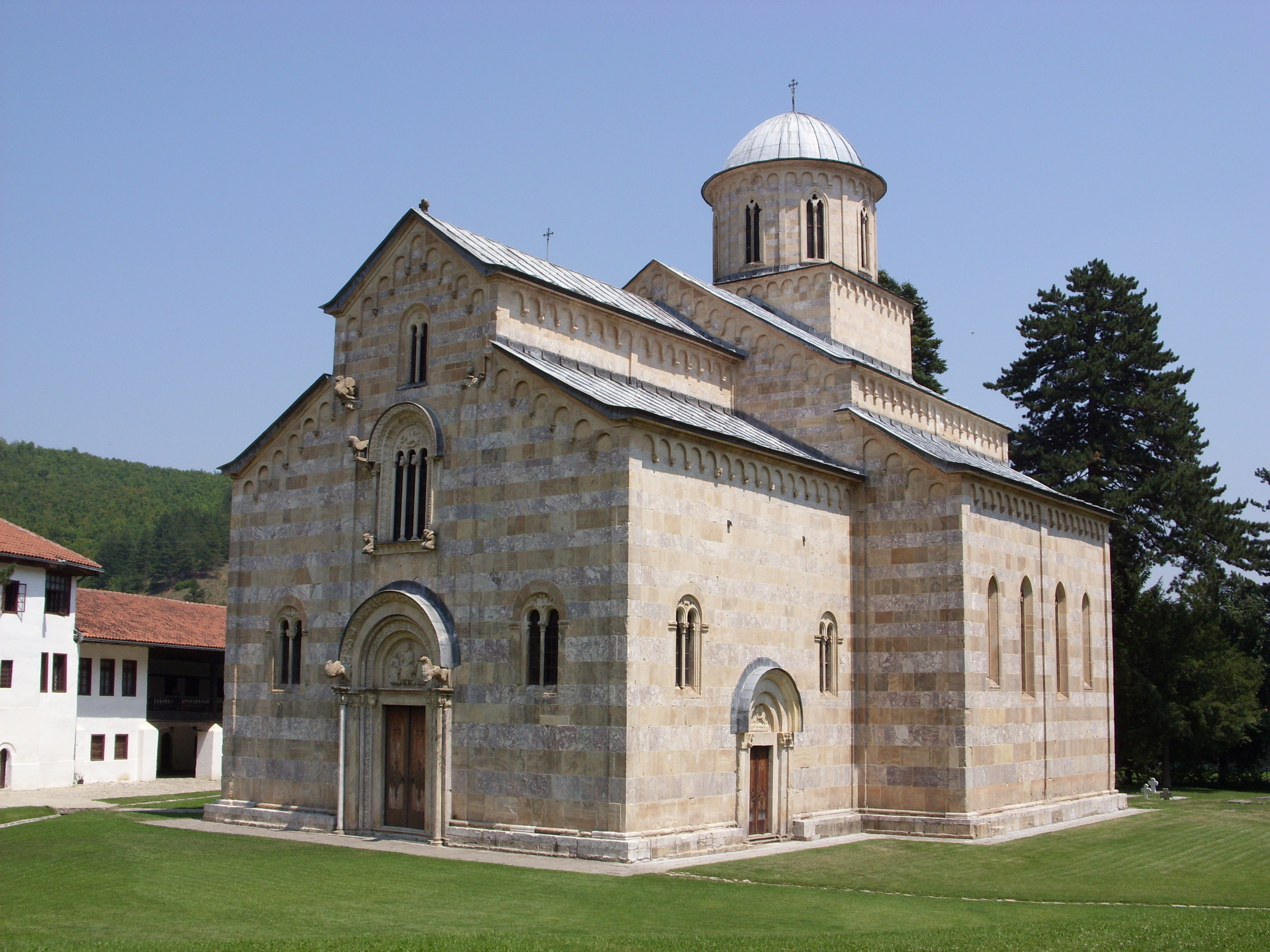
ویسوکی دچانی
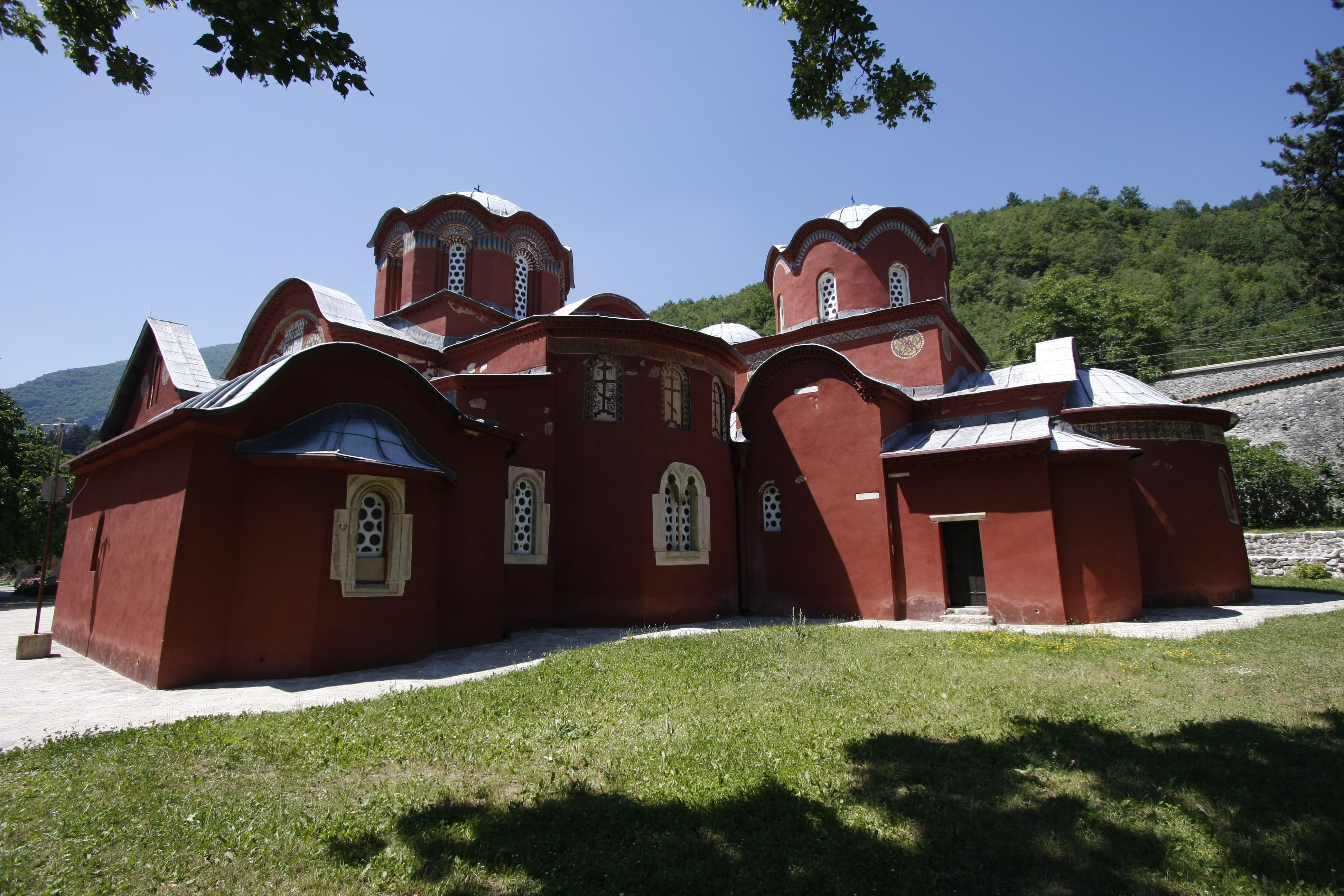
صومعه اسقف بزرگ پچ
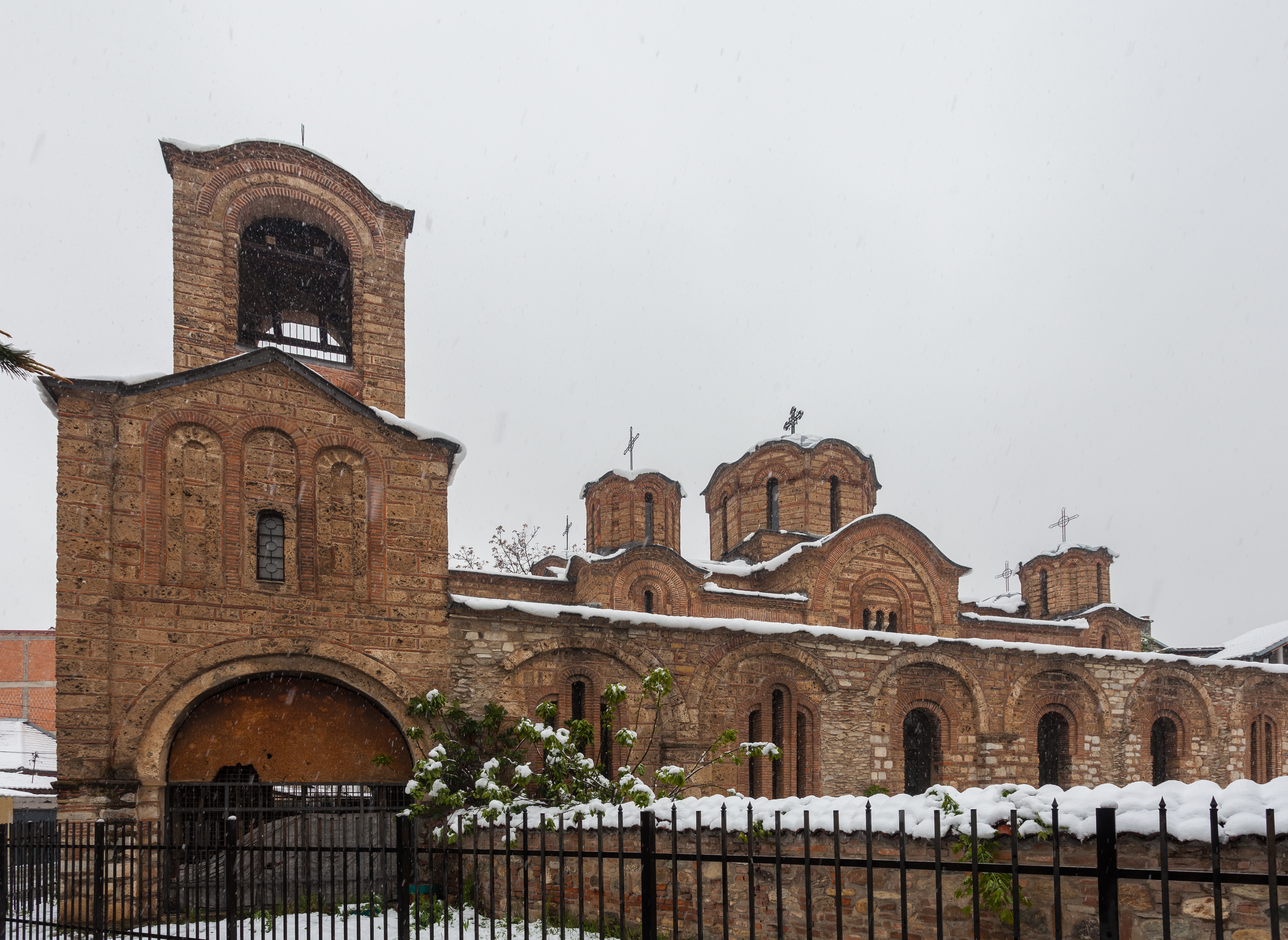
بانوی ما از لیویش
صومعه گراچانیتسا